# معركة مدغشقر
معركة مدغشقر جاءت ضمن الحملة البريطانية للسيطرة على مدغشقر الواقعة في يد حكومة فيشي الفرنسية خلال الحرب العالمية الثانية. بدأت مع عملية Ironclad، والاستيلاء على ميناء دييجو سواريز على الطرف الشمالي من الجزيرة، في 5 مايو 1942. تلتها حملة لتأمين الجزيرة بأكملها، عملية Streamline Jane، التي بدأت في 10 سبتمبر. وتوقف القتال ومنحت هدنة في 6 نوفمبر. 